# Salò

Lage der Gemeinde Salò in der Provinz Brescia

Salò [saˈlɔ] ist eine italienische Gemeinde und Kleinstadt (comune) mit 10.385 Einwohnern (Stand 31. Dezember 2023) in der Provinz Brescia, Region Lombardei.

## Geographie
Die Gemeinde am Westufer des Gardasees liegt etwa 24 km nordöstlich von Brescia an der gleichnamigen Bucht. Der Ort wird im Norden vom Monte San Bartolomeo (569 m) und im Westen von Monte Covolo (552 m) eingegrenzt. Zwischen beiden Erhebungen, die zu den letzten des hier auslaufenden südlichen Alpenrandes gehören, führt nordwestlich von Salò das Val Sabbia mit dem Fluss Chiese. Südlich von Salò liegt die von der Endmoräne des Etschgletschers hinterlassene Moränenlandschaft der Valtenesi.
Nachbargemeinden sind Gardone Riviera, Gavardo, Puegnago sul Garda, Roè Volciano, San Felice del Benaco, Vobarno sowie Torri del Benaco in der Provinz Verona. Salò ist nicht nur als Badeort bekannt, sondern auch eine viel besuchte Einkaufsstadt.

### Klima
|                        | Jan | Feb | Mär  | Apr  | Mai  | Jun  | Jul  | Aug  | Sep  | Okt  | Nov  | Dez |   |      |
| Mittl. Temperatur (°C) | 4,5 | 5,5 | 9,5  | 13,2 | 18,2 | 21,9 | 24,5 | 24,0 | 19,7 | 14,7 | 9,0  | 5,4 | ⌀ | 14,2 |
| Mittl. Tagesmax. (°C)  | 7,0 | 9,0 | 13,7 | 17,2 | 22,6 | 26,8 | 29,2 | 28,7 | 23,8 | 17,8 | 11,8 | 7,6 | ⌀ | 18   |
| Mittl. Tagesmin. (°C)  | 1,6 | 2,2 | 5,6  | 9,0  | 13,5 | 17,1 | 19,5 | 19,2 | 15,7 | 11,6 | 6,2  | 2,7 | ⌀ | 10,4 |
|                        |     |     |      |      |      |      |      |      |      |      |      |     |   |      |
| Niederschlag (mm)      | 77  | 67  | 86   | 86   | 106  | 95   | 90   | 115  | 89   | 120  | 106  | 68  | Σ | 1105 |
|                        |     |     |      |      |      |      |      |      |      |      |      |     |   |      |
| Sonnenstunden (h/d)    | 3   | 4   | 5    | 6    | 7    | 8    | 9    | 8    | 6    | 5    | 3    | 3   | ⌀ | 5,6  |
|                        |     |     |      |      |      |      |      |      |      |      |      |     |   |      |
| Regentage (d)          | 7   | 6   | 8    | 9    | 11   | 10   | 7    | 8    | 6    | 8    | 9    | 6   | Σ | 95   |

| 1,6 |

| 2,2 |

| 5,6 |

| 9,0 |

| 13,5 |

| 17,1 |

| 19,5 |

| 19,2 |

| 15,7 |

| 11,6 |

| 6,2 |

| 2,7 |

| 1,6 |

| 2,2 |

| 5,6 |

| 9,0 |

| 13,5 |

| 17,1 |

| 19,5 |

| 19,2 |

| 15,7 |

| 11,6 |

| 6,2 |

| 2,7 |

| N i e d e r s c h l a g | 77  | 67  | 86  | 86  | 106 | 95  | 90  | 115 | 89  | 120 | 106 | 68  |
|                         | Jan | Feb | Mär | Apr | Mai | Jun | Jul | Aug | Sep | Okt | Nov | Dez |

## Geschichte
In der Römerzeit als  Pagus Salodium gegründet, residierten im Mittelalter in Salò die Visconti. 1337 wurde Salò zur Hauptstadt der Magnifica Patria, einem Zusammenschluss der westlichen Gemeinden des Gardasees und einem Teil des Sabbiatals. Ab 1440 kontrollierte die Republik Venedig die Stadt.
1887 erhielt Salò Bahnanschluss an der Straßenbahnstrecke Brescia–Salò–Gargnano, die bis 1921 etappenweise bis nach Gargnano verlängert wurde. 1954 wurde der Betrieb auf dem zuletzt verbliebenen Streckenteil Brescia–Sàlo eingestellt.
Von 1943 bis 1945 war Salò Regierungssitz von Benito Mussolinis faschistischer Italienischer Sozialrepublik (RSI) unter der militärischen Protektion Hitler-Deutschlands, die deshalb auch Republik von Salò genannt wird. Aufgrund dessen benannte Pier Paolo Pasolini seinen Film Salò o le 120 giornate di Sodoma (Salò oder die 120 Tage von Sodom) nach der Stadt.
Ein bekannter Jugendstilbau ist die Villa Laurin, in der das Außenministerium untergebracht war und die heute ein Hotel ist.

## Sehenswürdigkeiten
- Der Dom Santa Maria Annunziata ist sehr groß. Auch wenn die äußere Backsteinhülle das nicht vermuten lässt, so ist diese Kirche doch ein bedeutendes Werk der Spätgotik. Das Fußbodenmosaik hat eine dreidimensionale Wirkung.
- Der Palazzo del Podestà beherbergt heute das Rathaus.
- Die lange Uferpromenade (Lungolago Zanardelli) bietet einen Blick auf eine Reihe von Palästen und Arkaden.
- Das Kunstmuseum MUSA (abgekürzt für Museo di Salò).

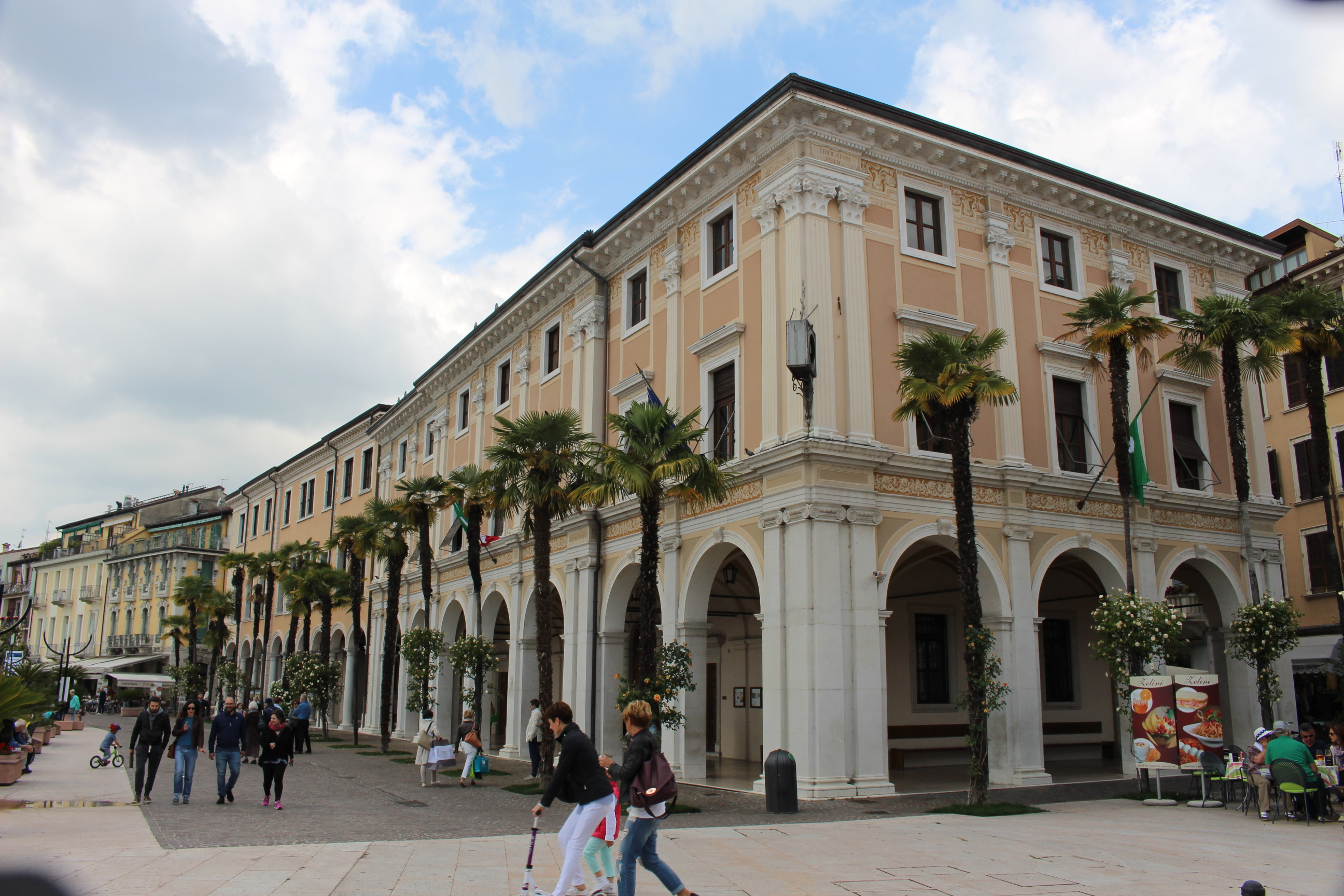
Palazzo del Podestà
Dom Santa Maria Annunziata
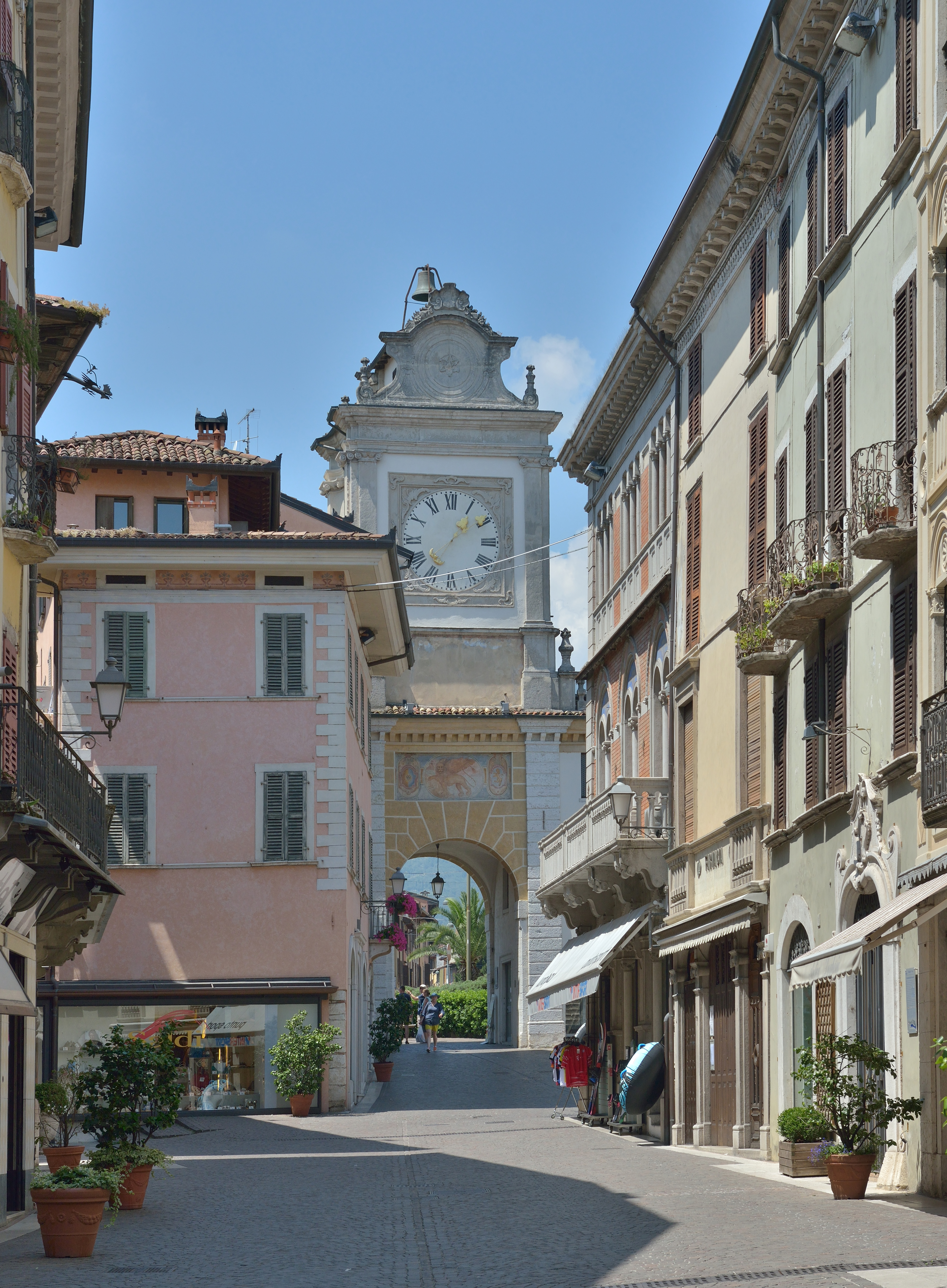
Porta dell’Orologio
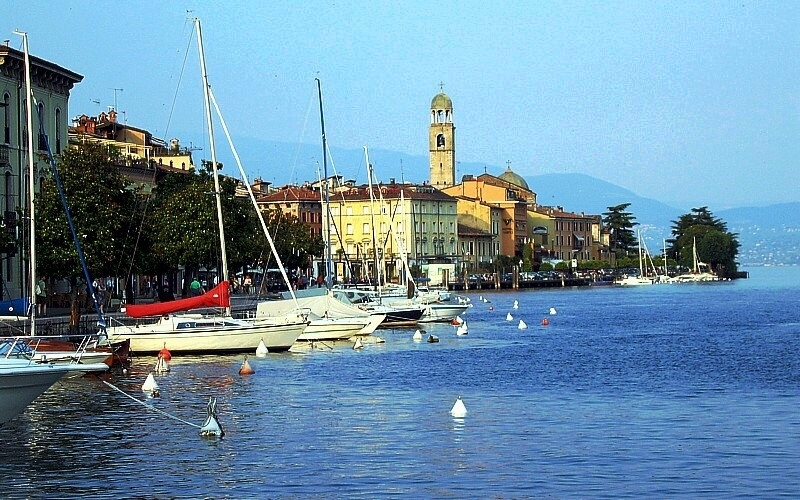
Hafen von Salò
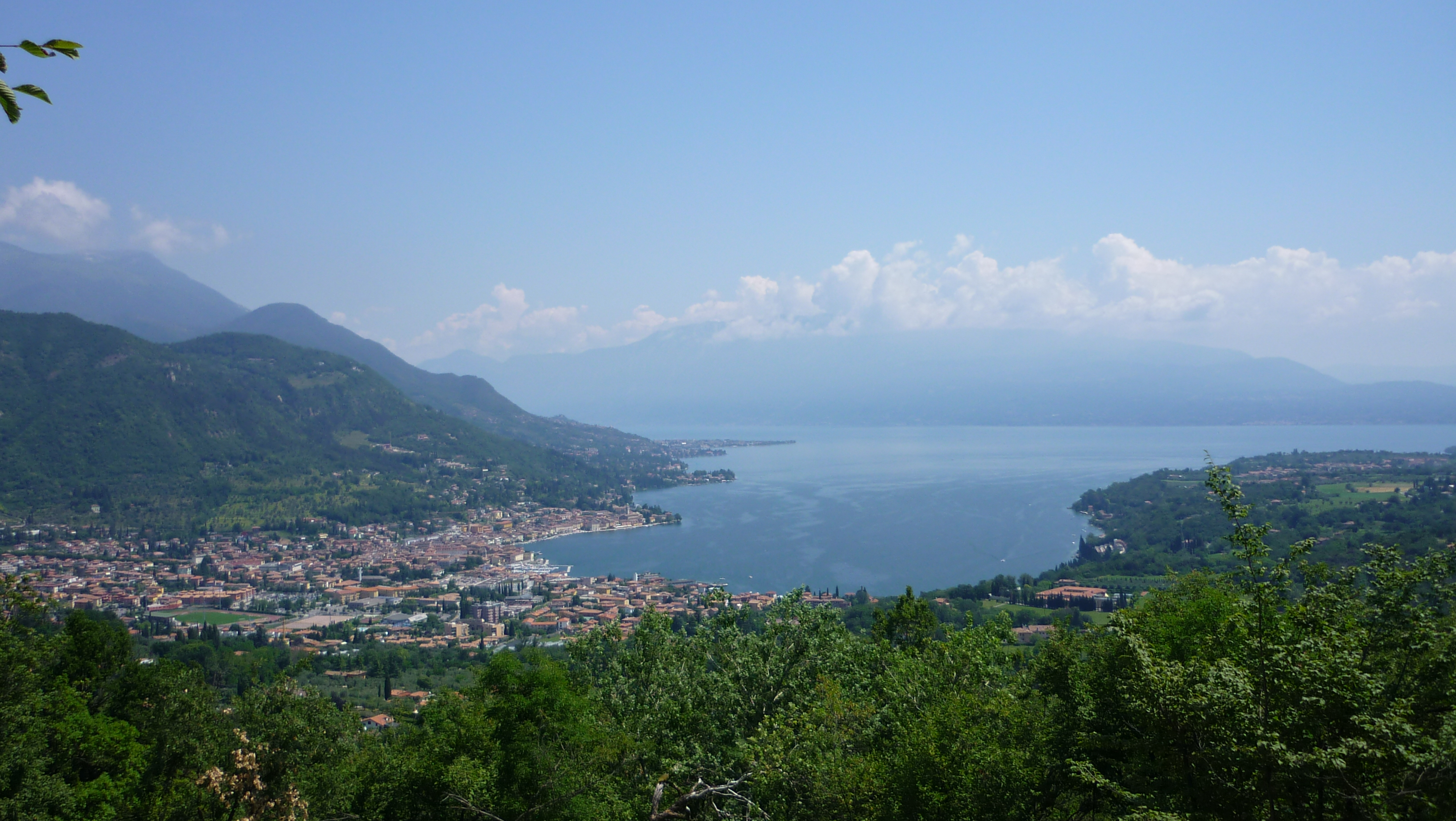
Bucht von Salò
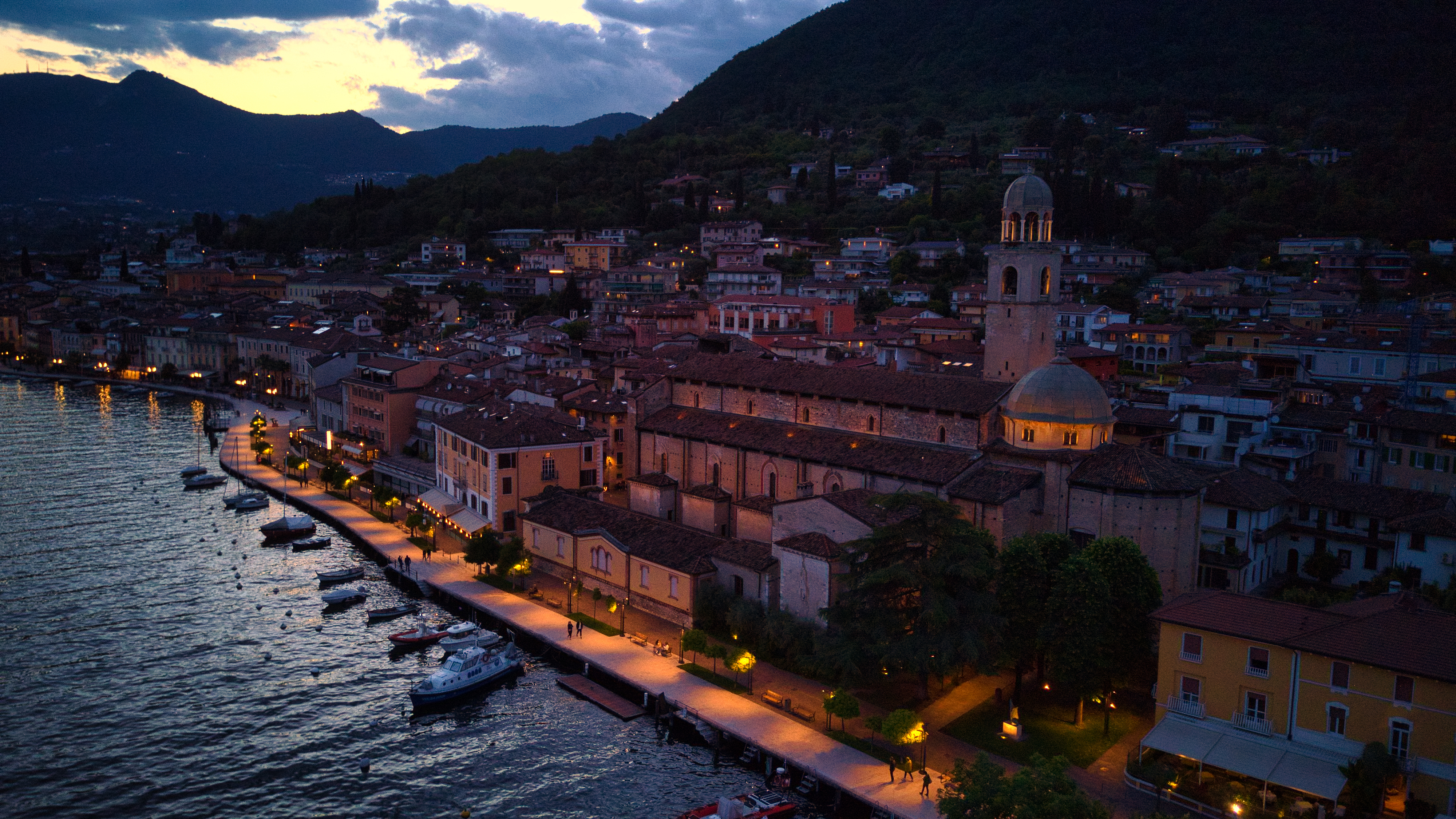
Abend an der Küste von Salo, 2024
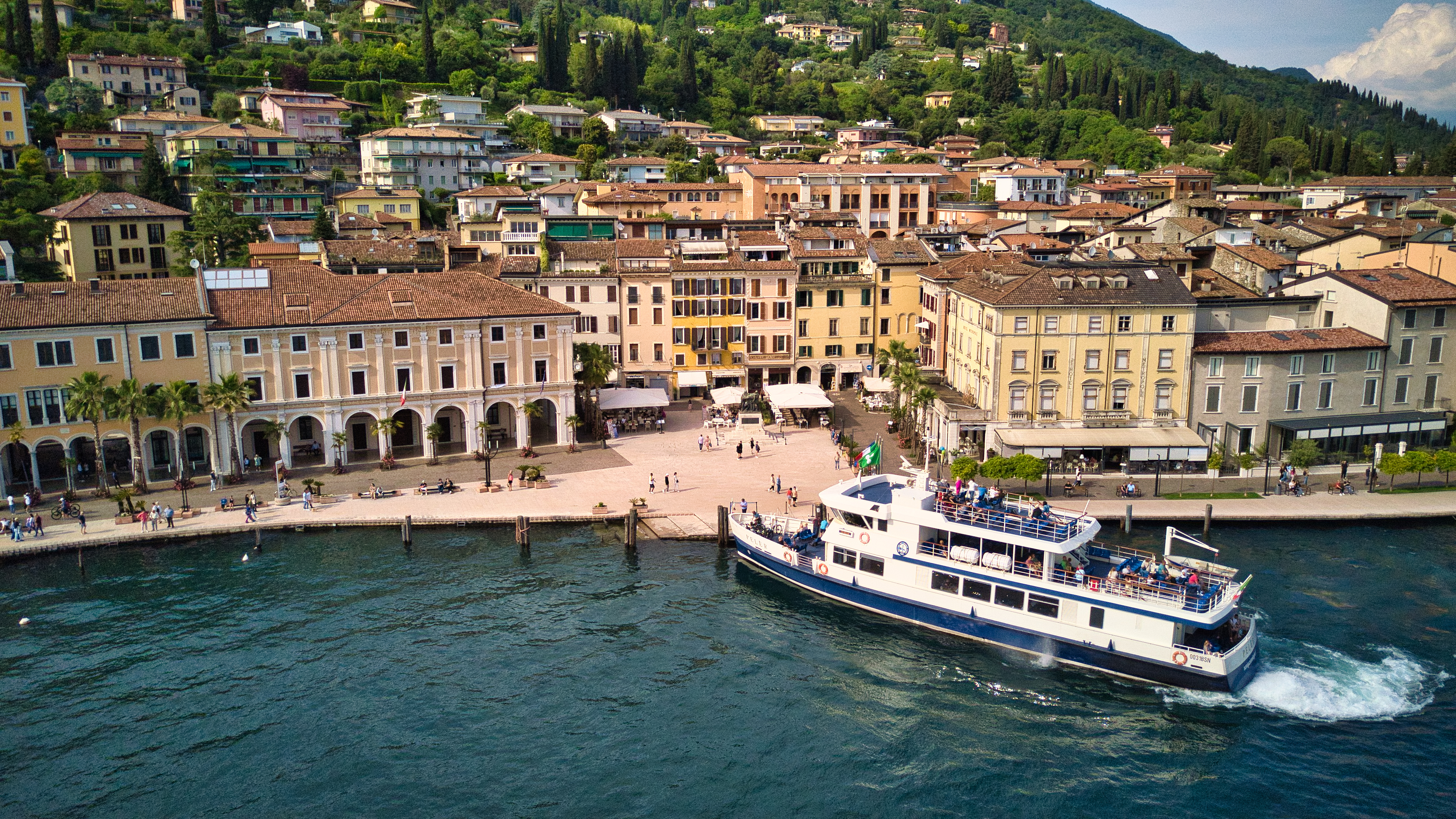
Ankunft Schiff in Salo, 2024
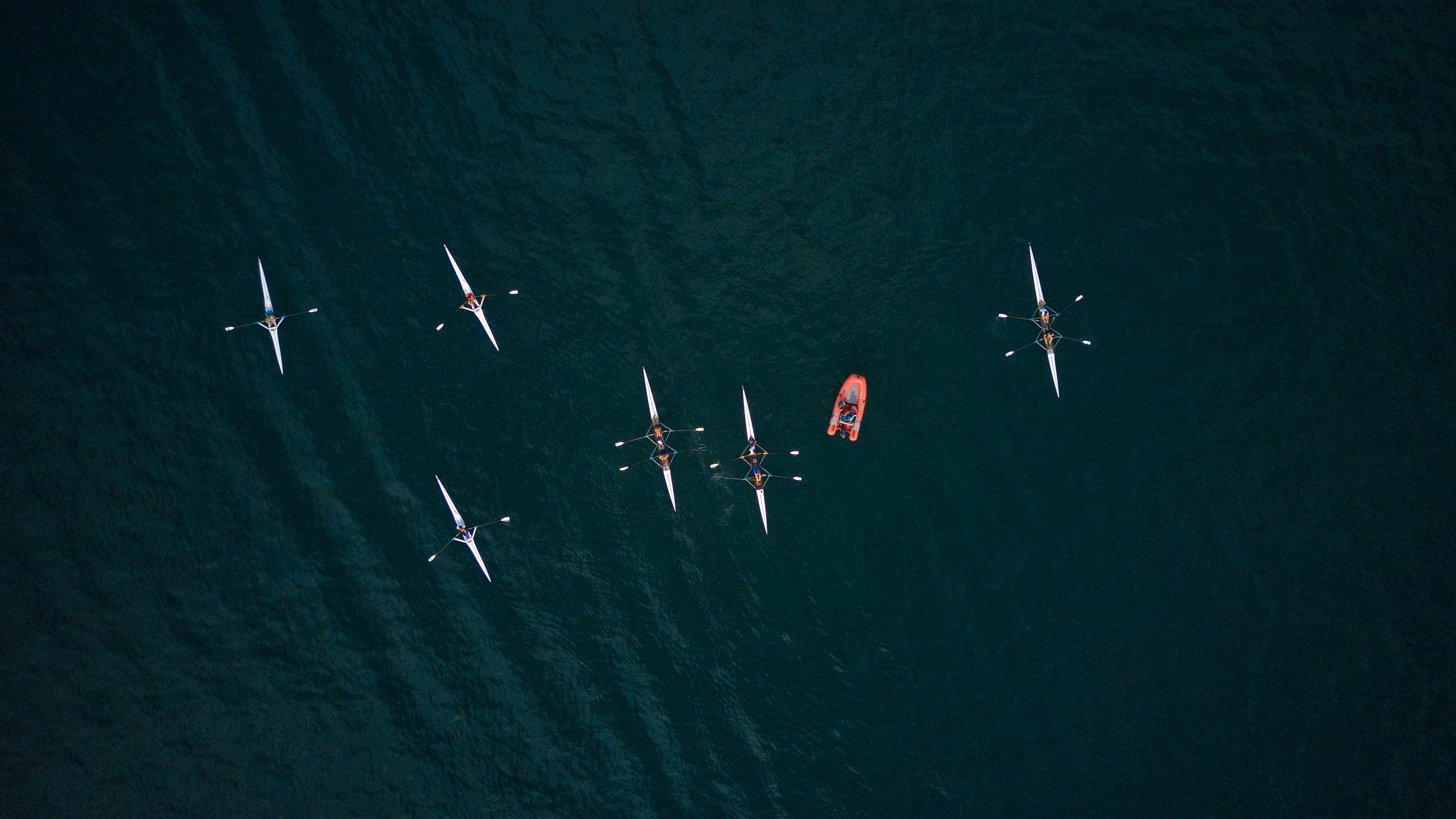
Ruderboote auf dem Gardasee bei Salo, 2024

## Persönlichkeiten
Söhne und Töchter der Stadt sind u. a.:
- Gasparo da Salò (1540–1609), Geigenbauer
- Carlo Pallavicino (1630–1688), Komponist (wirkte auch am Dresdner Hof)
- Ferdinando Bertoni (1725–1813), Organist, Kapellmeister und Komponist
- Sante Cattaneo (1739–1819), Maler des Klassizismus
- Marco Enrico Bossi (1861–1925), Orgelvirtuose und Komponist
- Gian Ferdinando Tomaselli (1876–1944), Bahnradsportler, Motorrad- und Automobilrennfahrer sowie Konstrukteur
- Luigi Comencini (1916–2007), Filmregisseur
- Giorgio Fulco (1940–2000), Romanist und Italianist
- Renata Mansini (* 1968), Wirtschaftswissenschaftlerin und Hochschullehrerin

Der faschistische Diktator Benito Mussolini war bis 2025 Ehrenbürger der Stadt.